# Oceanarium Morza Północnego w Hirtshals
Oceanarium Morza Północnego (Nordsøen Oceanarium) w Hirtshals w Danii to muzeum-akwarium i oceanarium.
Muzeum zostało otwarte w styczniu 1984. Jego główną atrakcją jest udostępniane od 1998 roku największe w Europie akwarium o pojemności 4,5 miliona litrów. W grudniu 2003 roku akwarium to zostało zniszczone przez pożar, zostało jednak odbudowane. Po pożarze zostało 13 zbiorników o pojemnościach od 4000 do 120 tys. litrów i kilkadziesiąt mniejszych, fokarium o pojemności 800 tys. litrów, wystawy multimedialne i interaktywne oraz atrakcje dla dzieci.

## Z zasobów muzeum

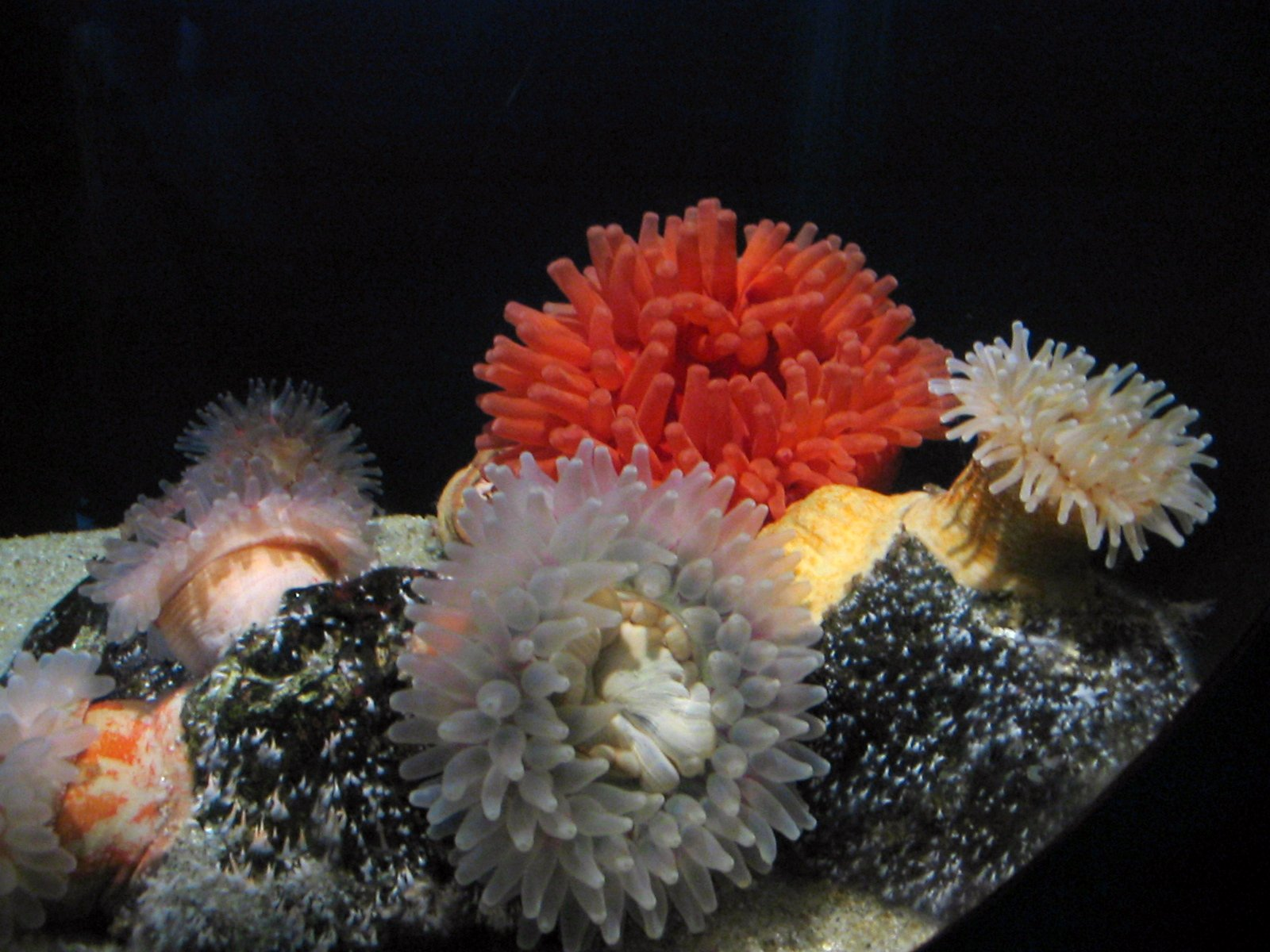
ukwiały
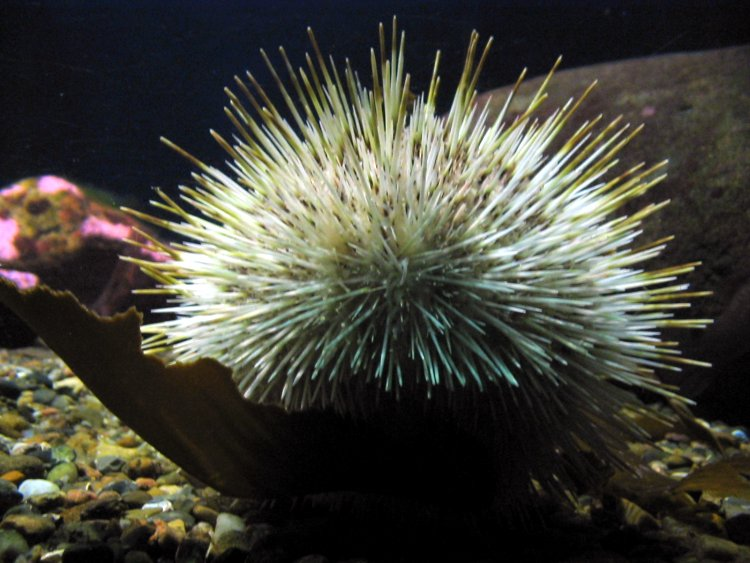
jeżowiec
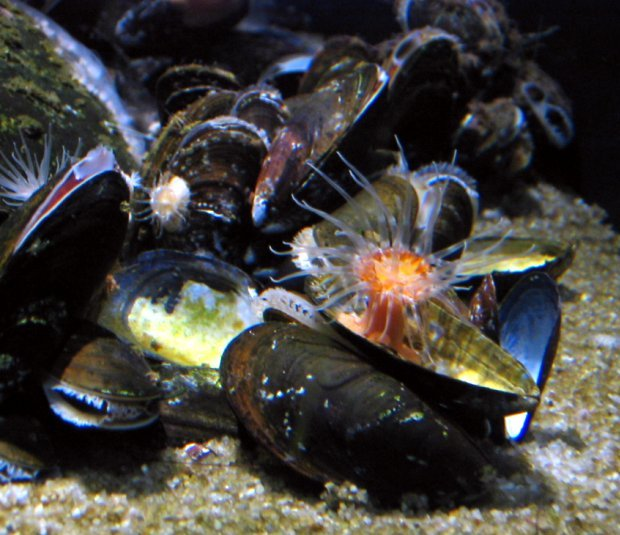
omułki i ukwiały

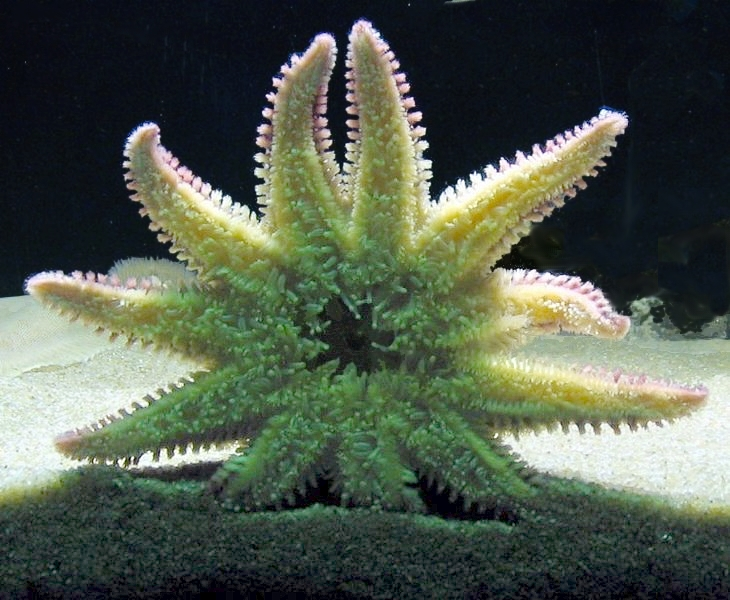
rozgwiazda
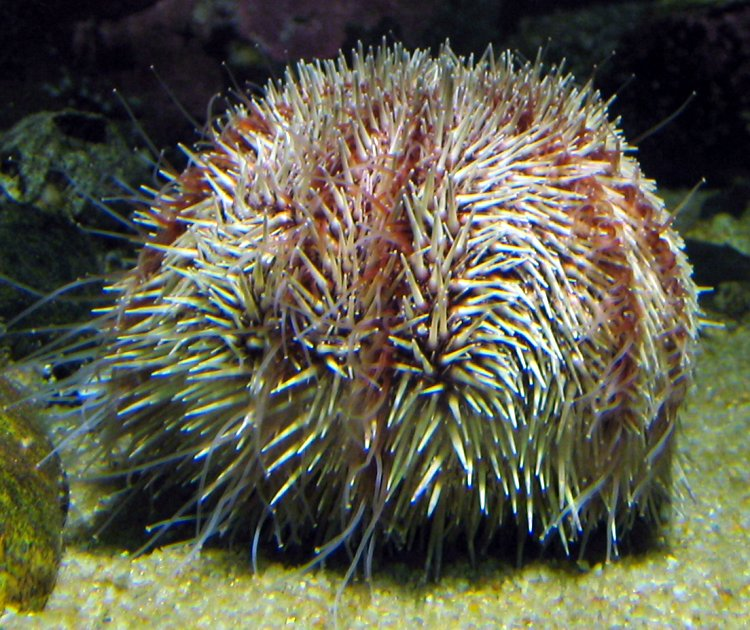
jeżowiec
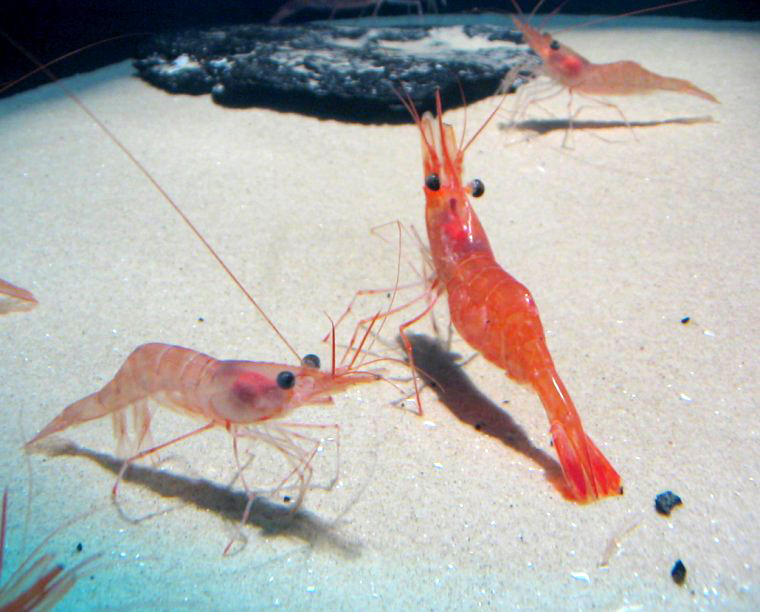
krewetki głębokomorskie